# García II de Vasconia
García II Sánchez (vasco: Gartzia Antso, francés: Garsie-Sanche le Tors o le Courbé, gascón: Gassia Sans, latín: Garsia Sancius Corvum, murió hacia 930), llamado el Curvado, fue el duque de Vasconia desde algún momento anterior a 887 hasta su muerte. 
Probablemente era un hijo de Sancho Sánchez o de Sancho Mitarra, aunque fuentes más antiguas dan una genealogía con un origen español.
Su ascendencia es, al fin y al cabo, desconocida. Puede haber sido un primo de Arnoldo, a quien algunas fuentes consideran que actuó como regente durante su minoría tras la muerte del padre en 864 (si su padre fue Sánchez). Otras fuentes colocan a Arnoldo como sucesor de Sancho y datan su muerte de ese mismo año. Sea cual sea el caso, García estaba en el poder para el año 887. 
En ese año, apareció en una carta emitida por los grandes de Aquitania reunidos en Bourges para decidir sobre un curso de acción en el ocaso del reinado de Carlos III el Gordo. En 904, usaba el título comes et marchio in limitibus oceani: "conde y margrave del límite del océano". García fue el primero de una serie de duques que gobernaron en Vasconia hasta 1032 e incorporaron el condado de Burdeos a su heredad. La hija de García, Andregoto se casó con un Raimundo, que fue el padre de Guillermo el Bueno, conde de Burdeos. García dividió su dominio entre los tres hijos que tuvo de Amuna:
- Sancho IV heredó un ducado de Vasconia parcial con el título ducal
- Guillermo heredó el condado de Fézensac (incluida la región de Armañac)
- Arnoldo heredó el condado de Astarac
- Andregoto, casada con Guillermo el Bueno, conde de Burdeos
- Garsinda, casada con Raimundo III Ponce, conde de Tolosa
- Acibella, casada con Galindo II Aznárez, conde de Aragón